# Estriégana
Estriégana és un municipi de la província de Guadalajara, a la comunitat autònoma de Castella-La Manxa.

## Demografia
| 1886 |  | 1991 |  | 1996 |  | 2001 |  | 2004 |  | 2007 |
| ---- |  | ---- |  | ---- |  | ---- |  | ---- |  | ---- |
| 50   |  | 34   |  | 29   |  | 25   |  | 24   |  | 24   |